# 维克多·萨多夫尼奇
维克多·安东诺维奇·萨多夫尼奇（俄语：Ви́ктор Анто́нович Садо́вничий；1939年—）是苏联和俄罗斯的数学家，自1992年起至今担任莫斯科国立大学的校长。

## 生平
他1939年出生于哈尔科夫州洛佐瓦亚区克拉斯诺帕夫洛夫卡，父亲安东·格里戈里耶维奇·萨多夫尼奇是工人，母亲安娜·马特韦耶夫娜·萨多夫尼恰亚是集体农庄的农民。他起初从一所农村学校上学，毕业后在顿涅茨克州（现顿涅茨克人民共和国）戈尔洛夫卡的共青团员矿工作，并在夜校学习。1958年，他进入莫斯科国立大学力学数学系（ММФ МГУ）学习。1963年，他以优异的成绩毕业，获得了数学专业的学位。之后他进入研究生院，并于1966年毕业。1967年就副博士论文答辩，题目是《对常微分方程求一般问题的特征值的正则化和》（Регуляризованные суммы собственных значений общих задач для обыкновенных дифференциальных уравнений）。他是安纳托利·戈尔杰耶维奇·科斯秋琴科的学生。这之后他成为了一名助教。1974年完成了全博士论文答辩，题目是《关于谱参数相关的常微分方程的理论的几个问题》（О некоторых вопросах теории обыкновенных дифференциальных уравнений, зависящих от спектрального параметра），次年成为莫斯科大学的教授。自1977年起担任联共莫斯科大学委员会（党支部）负责人。在上世纪70年代和80年代，他参与该校的入学考试招生委员会，对犹太人进入 ММФ 施加了不公的条件。1982年以来他一直担任 ММФ 的系主任。1980年至1986年间，他担任该校的第一副校长。1992年，他当选莫斯科大学的校长，并多次通过等额选举连任，之后又被总统令任命为校长。

## 观点
2013年，Lenta.ru报道，萨多夫尼奇是正教徒。但他自己从未公开地表示自己的信仰。他公开地表示，学术界与宗教界的关系是亲密而必要的，并认为宗教界的宗派冲突不应该影响大学。他反对俄罗斯参与博洛尼亚进程，反对欧洲学制影响俄罗斯。此外，他还公开支持普京和“特别军事行动”。
他还多次反对莫斯科大学根据 ЕГЭ 招生。在他看来，ЕГЭ 充满事故，根据 ЕГЭ 成绩申请进入莫斯科大学是不可接受的。2006年，莫斯科大学被允许通过其他考试形式招收学生。2007年起，俄罗斯所有大学招生时都应考量 ЕГЭ 俄语科目的成绩，萨多夫尼奇认为莫斯科大学不隶属于教育部，将不遵守该命令。从2008年起，他宣布招生时，将对学生的 ЕГЭ 成绩将和大学自己举办的招生考试的成绩综合计算。